# Пост (въздържание)
Вижте пояснителната страница за други значения на Пост.
Пост е период на въздържане от определени храни в някои религиозни традиции. Свързва се също с духовна концентрация, определени молитви и други начини за побеждаване на телесното начало. Така например, в Православна християнска религия на Бъдни вечер 24 декември (6 януари) се яде постно ястие от варени пшенични зърна, разбъркан със сок от семена, може и сушени плодове (най-често стафиди).

## Обща информация за постите
Постът има две части - пост телесен и пост душевен.
Според църковния Устав по време на пост се забранява блажна храна – месо и млечни продукти; само в някои постни дни се разрешава риба, а в дните на строг пост не се позволява не само риба, но и никаква гореща храна и храна, приготвена с растителна мазнина.
Най-важната част от поста всъщност е духовното пречистване, смирението и покоя на душата. Без тази част въздържанието от определени категории храни е просто диета, начин на хранене, който би довел до телесни промени, но не и до духовни такива. 
Пост телесен, без пост духовен, не допринася за спасението на душата, дори напротив, може да бъде и духовно вреден, ако човек, въздържайки се от храна, се протиква със съзнание за собственото си превъзходство. Истинският пост е свързан с молитва, въздържане от страсти и пороци, изкореняване на лошите дела, прощаване на обидите, въздържание от съпружески живот.

## Еднодневни пости
Православната църква е наредила специални постни дни през седмицата. Те са:
- всяка сряда – за спомняне предаването на Иисуса Христа на страдания;
- всеки петък – за спомен на самите Му страдания и смърт;
- срещу Богоявление – 5 януари (18 януари стар стил) – за достойно приготвяне за този велик празник;
- на Кръстовден – 14 септември – за спомен на кръстните страдания на Иисуса Христа, и
- в деня на Отсичане главата на св. Иоан – 29 август (11 септември стар стил).

## Многодневни пости
Многодневните пости в Православната църква са четири:
- Велик пост или Света Четиридесетница
- Петров пост – от Първата неделя след Петдесетница до Петровден (29 юни)
- Богородичен пост – от 1 август до 14 август
- Рождественски пост или Филипов пост.

## Велик пост или Света Четиридесетница
Великият пост е установен в памет на 40-дневния пост на Иисуса Христа (Мат. 4:2), за да могат в това време християните да се покаят и очистят душите и телата си и по такъв начин да се приготвят достойно за посрещане на най-великия християнски празник – Възкресение Христово.

## Петров пост
Петров пост – до 29 юни – навечерието на празника на св. св. Павел и Петър. Петровият пост е установен за подражание на апостолите, които постели, когато се готвели за проповедническа дейност (Деян. 13:3), а също и заради особена почит към светите първовърховни апостоли Петър и Павел.

## Богородичен пост
Богородичният пост е установен в прослава на Божията Майка, която през целия си живот и особено преди смъртта си (на църковен език успението си) прекарвала времето в пост и молитва.

## Рождество Христово
На 5 януари – строг пост (растителна храна без олио), а ако е събота или неделя – с олио и вино.

## Дни, в които не се пости
Църквата е установила и периоди в годината, през които се разрешава да не се спазва еднодневният пост в сряда и петък. Обикновено това са седмиците преди многодневен пост или след него. Тези седмици са следните:
1. През Рождественските празници – от 25 декември до 4 януари (11 дни).
2. Неделя на Митаря и фарисея – две седмици преди Великия пост.
3. Седмицата преди Великия пост, която започва след Месни Заговезни и завършва със Сирни Заговезни. През цялата седмица се разрешава употребата на яйца, риба и млечни продукти, но вече без месо.
4. Светлата седмица след Великден.
5. Седмицата след Петдесетница (преди Петровия пост).

## Вътрешни препратки
- Рецепти от готварската Уикикнига